# Tom Connally
Tom Connally (Hewitt, 1877. augusztus 19. – Washington, 1963. október 28.) az Amerikai Egyesült Államok szenátora (Texas, 1929–1953).